# 商写像
数学における商写像（しょうしゃぞう、英: quotient mapping）、自然な全射 (natural surjection) あるいは標準全射 (canonical surjection) または自然な射影 (natural projection) あるいは標準射影 (canonical projection) は、考えている集合に適当な同値関係が与えられているとき、その各元をそれが属する同値類へ送る写像で、数学の様々な分野において生じる。圏論において商対象の概念に一般化される。

## 例
- ベクトル空間 V とその部分線型空間 U ⊂ V に対し、商線型空間 V/U は各 x ∈ V に対する剰余類 x + U の全体からなる。写像 V → V/U; x ↦ x + U を商写像と呼ぶ[1]。
- より一般に群 G とその正規部分群 N ⊂ G に対し、剰余群 G/N は各 x ∈ G に対する剰余類 xN の全体からなる。やはり標準的な写像 G → G/N; x ↦ xN を商写像という。

どちらの例も、その基礎には同値関係 ∼ が存在している。ベクトル空間の例では x ∼ y はちょうど x − y ∈ U となるときとし、また群の例でも同様に x ∼ y となることを xy−1 ∈ N で定めればよい。従ってこれらの例を以下の形に一般化することができる。
- 集合 X とその上の同値関係 ∼ に対し、商集合 X/∼ は同値類 [x] (x ∈ X) の全体の成す集合を言う。標準的な写像 X → X/∼; x ↦ [x] を商写像、あるいは自然な射影と呼ぶ[2]。
- 写像 f: X → Y は全射とし、関係 ∼ を x ∼ y :⇔ f(x) = f(y) と定めるとこれは同値関係（f の同値核）である。このとき、写像 X/∼ → Y; [x] ↦ f(x) は全単射となる。このときの f もまた商写像、あるいは自然な射影と呼ばれる[3]。
- 位相空間 X 上で定義された全射 f: X → Y が与えられたとき、Y には商位相と呼ばれる f を連続にするもっとも細かい位相が定まる。Y にそのような位相を入れて考えるとき、f は商写像と呼ばれる[4]

これらの例は圏論において商対象と呼ばれるものに一般化される。実はそのような商対象は、ある種の圏論的全射によって与えられる、ここに例として挙げたような商表現として理解できる。しかしながら圏論において射は必ずしも写像ではないことには注意しなければならない。

## 注
1. ↑  Meise & Vogt 1992, Kap. 0, §1.
2. ↑  Brown & Pearcy 1995, p. 8.
3. ↑  Jech 2003, p. 34.
4. ↑  Cigler & Reichel 1978, Kapitel 2.6.